# Rhopalomyia californica
Rhopalomyia californica är en tvåvingeart som beskrevs av Ephraim Porter Felt 1908. Rhopalomyia californica ingår i släktet Rhopalomyia och familjen gallmyggor. Inga underarter finns listade i Catalogue of Life.